# Jiujianlou (sockenhuvudort i Kina, Xinjiang Uygur Zizhiqu, lat 44,54, long 84,83)
Jiujianlou (kinesiska: 九间楼, 九间楼乡) är en sockenhuvudort i Kina. Den ligger i den autonoma regionen Xinjiang, i den nordvästra delen av landet, omkring 230 kilometer väster om regionhuvudstaden Ürümqi. Antalet invånare är 5 749. Befolkningen består av 2 802 kvinnor och 2 947 män. Barn under 15 år utgör 18,0 %, vuxna 15-64 år 74 %, och äldre över 65 år 6,0 %.
Runt Jiujianlou är det ganska tätbefolkat, med 96 invånare per kvadratkilometer. Närmaste större samhälle är Kuytun, 13,8 km söder om Jiujianlou. Trakten runt Jiujianlou består i huvudsak av gräsmarker.
Genomsnittlig årsnederbörd är 307 millimeter. Den regnigaste månaden är juli, med i genomsnitt 60 mm nederbörd, och den torraste är februari, med 10 mm nederbörd.